# Václav Machek (Radsportler)
Václav Machek (* 27. Dezember 1925 in Starý Mateřov; † 1. November 2017 in Pardubice) war ein tschechoslowakischer Radrennfahrer und nationaler Meister im Radsport.

## Sportliche Laufbahn
Seinen größten sportlichen Erfolg errang er bei den Olympischen Sommerspielen 1956 in Melbourne. Im Tandemrennen mit Ladislav Fouček gewann er die Silbermedaille hinter Ian Brown und Tony Marchand.
Machek wurde in den Jahren 1945, 1948 bis 1950 und 1953 sowie 1955 tschechoslowakischer Meister im Sprint. Das zu seiner Zeit bedeutendste Sprinterturnier in seiner Heimat, den Grand Prix Framar, gewann er 1950.

## Berufliches
Nach seiner aktiven Laufbahn war er als Trainer im Verein Dukla Pardubice tätig.